# Argyra apicalis
Argyra apicalis är en tvåvingeart som beskrevs av Van Duzee 1930. Argyra apicalis ingår i släktet Argyra och familjen styltflugor. Inga underarter finns listade i Catalogue of Life.